# Henry Wallin
Karl Henry Wallin, född 17 juli 1922 i Solna församling, Stockholms län, död 3 maj 2013 i Högalids församling, Stockholm,
var en svensk radioproducent och jazzmusiker (trummor). 
Wallin debuterade på Segeltorps dansbana valborgsmässoafton 1939. Mellan 1943 och 1946 spelade han med Lulle Ellbojs storband på Vinterpalatset i Stockholm. Därefter med Thore Ehrling och sedan fem år med Carl-Henrik Norin på Nalen. Efter ytterligare några år med Ehrling blev han grammofonproducent på Sveriges Radio. Henry Wallin är begravd på Skogskyrkogården i Stockholm.

## Filmografi
- 1946 – Stockholm dansar
- 1946 – Det glada kalaset